# Моніка Лундквіст
Моніка Лундквіст (швед. Monica Lundqvist; нар. 12 квітня 1967) — колишня шведська тенісистка.
Найвищу одиночну позицію світового рейтингу — 143 місце досягла 5 січня 1987, парну — 248 місце — 20 червня 1988 року.
Здобула 1 парний титул туру ITF.
Завершила кар'єру 1991 року.

## Фінали ITF
| Турніри $25,000 |
| Турніри $10,000 |

### Одиночний розряд (0-1)
| Результат | Ранг | Дата             | Турнір            | Покриття | Суперниця        | Рахунок       |
| --------- | ---- | ---------------- | ----------------- | -------- | ---------------- | ------------- |
| Поразка   | 1.   | 4 листопада 1985 | Сідней, Австралія | Трава    | Гелена Дальстрем | 4–6, 6–3, 6–7 |

### Парний розряд (1-2)
| Результат | Ранг | Дата              | Турнір                  | Покриття | Партнерка      | Суперниці                         | Рахунок       |
| --------- | ---- | ----------------- | ----------------------- | -------- | -------------- | --------------------------------- | ------------- |
| Поразка   | 1.   | 21 вересня 1987   | Лорка, Іспанія          | Ґрунт    | Марія Екстранд | Амі Єнссон Роголт Паулетте Морено | 6–7, 7–6, 5–7 |
| Перемога  | 2.   | 30 листопада 1987 | Будапешт, Угорщина      | Ґрунт    | Катрін Єкселл  | Петра Шмітт Кароліна Шнайдер      | 6–3, 6–2      |
| Поразка   | 3.   | 25 квітня 1988    | Саттон, Велика Британія | Ґрунт    | Марія Екстранд | Аманда Гранфелд Джо Луїс          | 6–4, 6–7, 4–6 |